# Atheta cornelli
Atheta cornelli är en skalbaggsart som beskrevs av Roberto Pace 1997. Atheta cornelli ingår i släktet Atheta och familjen kortvingar. Inga underarter finns listade i Catalogue of Life.